# Niucon
Niucon – konwent fanów mangi i anime, który odbywał się corocznie we Wrocławiu od 2008 do 2018 roku, a następnie po przerwie od 2023 roku. Edycję w roku 2013 odwiedziło 2500 osób, a w 2014 – 4500. W ofercie konwentu znajdowały się także atrakcje dla fanów ASG, gier, fantastyki oraz kultury japońskiej czy laser tag.
Ostatni raz przed przerwą odbył się w pierwszy weekend grudnia 2018 roku, w siedzibie Elektronicznych Zakładów Naukowych. Trwał od soboty od godziny 08:00 do niedzieli do godziny 14:00. Organizator przez 4 kolejne lata nie zorganizował kolejnych edycji z wyłączeniem roku 2019.
W dniach 9–11 sierpnia 2019 roku odbyła się skromniejsza wersja pod nazwą MiNiuCon, której patronem był portal Informator Konwentowy.
Niucon powrócił w 2023 roku z kolejną edycją, która odbywała się od 12 do 13 sierpnia.

## Edycje
Odbyły się następujące edycje konwentu:
- Niucon – 10-12 października 2008
- Niucon 2 – 13-15 sierpnia 2010
- Niucon 3 – 6-7 listopada 2010, tematyka halloween
- Niucon PRL – 12-14 sierpnia 2011
- Niucon 5 – 8-10 sierpnia 2013, tematyka Nyan Cat
- X-Mas Time – 7-8 grudnia 2013
- Niucon 6 – 8-10 sierpnia 2014, tematyka grozy
- Niucon 7 – 7-9 sierpnia 2015
- Niucon 8 – 11-13 sierpnia 2017
- Niucon 9 – 10-12 sierpnia 2018[6], tematyka mitologia i historia[7] (w niektórych źródłach traktowana jako ostatnia[8])
- Niucon X – 1-2 grudnia 2018[3]
- Niucon Lato 2023 – 12-13 sierpnia 2023[9]
- Niucon 2024 – 7-8 września[10]

## Współpraca z innymi konwentami
Organizacja konwentu Niucon współpracowała też z innymi konwentami jak Wrocławskie Dni Fantastyki, Polcon, Animatsuri, Daikon.